# TCDD E14000 sorozat
A TCDD E14000 sorozat egy török villamosmotorvonat-sorozat. A TCDD számára összesen 71 szerelvényt épített a Tüvasaş 1979-ben. Maximális sebessége 120 km/h. Isztambul, Ankara és İzmir elővárosi vasútján közlekedik.